# Xã Winnebago City, Quận Faribault, Minnesota
Xã Winnebago City (tiếng Anh: Winnebago City Township) là một xã thuộc quận Faribault, tiểu bang Minnesota, Hoa Kỳ. Năm 2010, dân số của xã này là 201 người.